# Blankenberge
Blankenberge (/ˈblɑŋkəmbɛrɣə/) är en stad och en kommun i den belgiska provinsen Västflandern. Kommunen omfattar staden Blankenberge och samhället Uitkerke.
Den 1 januari 2021 hade Blankenberge en befolkning på 20 479  invånare. Kommunens totala yta är 17,41 km², vilket ger en befolkningstäthet på 1 110 invånare per km².
Liksom de flesta andra flamländska kuststäder är ett viktigt inslag i detta att det är en nationell och i viss mån internationell badort. Vid sandstranden finns en struktur som är unik längs den belgiska kusten: den 350 meter långa piren Pier van Blankenberge, byggd i jugendstil 1933.